# ノサップ (列車)

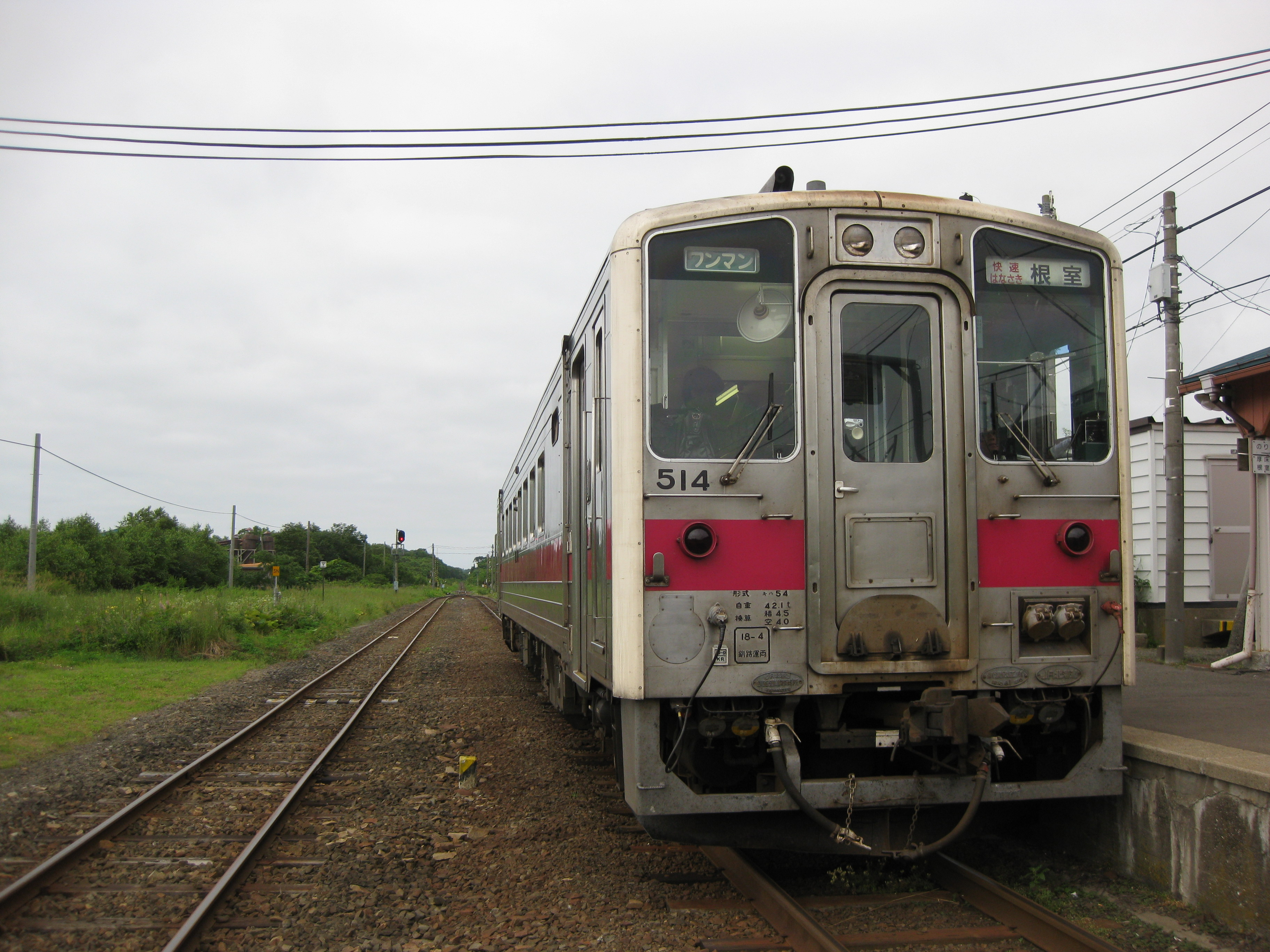
快速「はなさき」

「ノサップ」とは、北海道旅客鉄道（JR北海道）が根室本線の釧路駅 - 根室駅間（通称・花咲線）で運行する快速列車である。なお、本稿では姉妹列車である「はなさき」についても記す。

## 概要
1959年（昭和34年）9月22日に運行を開始した釧路駅 - 根室駅間の準急（後に急行）「ノサップ」を起源に持つ列車である。1989年（平成元年）5月1日に「ノサップ」が急行から快速列車に格下げされる形で運行を開始した。
当初は「ノサップ」の2往復体制だったが、1992年（平成4年）7月1日に1往復が「はなさき」に名称を変更し、昼間の下り列車と夜間の上り列車が「ノサップ」、早朝の下り列車と昼間の上り列車が「はなさき」として1往復ずつ運行された。
運行初期はヘッドマークが取り付けられ、「ノサップ」は根室半島と納沙布岬、「はなさき」はハマナスの花をデザインしていた。
2016年（平成28年）3月26日のダイヤ改正で普通列車の本数削減が行われた影響で、夜間の上り「ノサップ」は廃止。さらに2025年（令和7年）3月15日のダイヤ改正で早朝の下り「はなさき」も廃止され、現在は「ノサップ」下り1本、「はなさき」上り1本が運行されている。

### 列車名の由来
「ノサップ」は北海道根室半島の先端に位置する納沙布岬、「はなさき」は根室本線釧路駅 - 根室駅間の愛称である「花咲線」が由来となっている。

## 運行概況
2025年（令和7年）3月15日現在、昼間に下り列車が「ノサップ」、上り列車が「はなさき」として各1本運行されている。

### 停車駅

#### ノサップ
釧路駅 → 東釧路駅 → 武佐駅 → 別保駅 → 上尾幌駅 → 厚岸駅 → 茶内駅 → 浜中駅 → 厚床駅 → 落石駅 → 根室駅

#### はなさき
釧路駅 ← 厚岸駅 ← 茶内駅 ← 浜中駅 ← 厚床駅 ← 別当賀駅 ← 落石駅 ← 昆布盛駅 ← 西和田駅 ← 根室駅

#### 2008年1月時点の停車駅
出典：交通新聞社「道内時刻表」2008年1月号P166・P167
「はなさき」は下り列車が釧路駅5時台発・上り列車が根室駅11時台発、「ノサップ」は下り列車が釧路駅11時台発・上り列車が根室駅21時台発の各1往復運転であった。
昼間の下り「ノサップ」と上り「はなさき」は釧路駅で札幌駅発着の特急「おおぞら」（下り1号・上り8号）と接続する。このほか、かつては早朝の下り「はなさき」と夜間の上り「ノサップ」が釧路駅で夜行特急「まりも」に接続していた。なお、「まりも」が根室駅まで延長運転していた際には、下り「はなさき」と上り「ノサップ」は運休し、その時間帯を快速「まりも」として運転した。
- （ ）の駅は下り列車のみ停車

ノサップ

釧路駅 - （東釧路駅） - （武佐駅） - （別保駅） - （上尾幌駅） - 厚岸駅 - 茶内駅 - 浜中駅 - 厚床駅 - 落石駅 - 根室駅
はなさき

釧路駅 - （東釧路駅） - 厚岸駅 - 茶内駅 - 浜中駅 - 厚床駅 - （落石駅） - 根室駅

### 使用車両
- キハ54形気動車
- キハ40系気動車：稀にキハ54が故障した際に代走として入る場合がある

## 沿革

### 急行「ノサップ」
- 1959年（昭和34年）9月22日：釧路駅 - 根室駅間の準急列車として「ノサップ」が運行開始[2]。当初は単行で1往復。
- 1961年（昭和36年）10月1日：準急「ノサップ」2往復に増便。同時に2両化。
- 1966年（昭和41年）3月5日：準急列車制度の改変に伴い、準急「ノサップ」が急行列車に昇格。
- 1972年（昭和47年）3月15日：急行「狩勝」下り1本の釧路駅 - 根室駅間を分離する形で急行「ノサップ」を増発。下り3本・上り2本となる。下り1本にグリーン車を連結。
- 1981年（昭和56年）10月1日：急行「ノサップ」1往復廃止。下り2本・上り1本に。グリーン車連結終了。
- 1984年（昭和59年）2月1日：急行「狩勝」上り1本の釧路駅 - 根室駅間を分離する形で急行「ノサップ」を増発。2往復体制となる。
- 1986年（昭和61年）11月1日：急行「ノサップ」1往復廃止され、1往復のみに。使用車両をキハ53系500番台（単行、ただしキハ40形を併結し2両編成の場合あり）に変更[4]。キハ54形が使用される場合もあった。
- 1987年（昭和62年）4月1日：国鉄分割民営化に伴い、北海道旅客鉄道（JR北海道）による運行となる。
- 1989年（平成元年）5月1日：急行「ノサップ」が快速列車に降格され、廃止[3]。
  - 急行廃止時の停車駅：釧路駅 - 厚岸駅 - 茶内駅 - 浜中駅 - 厚床駅 - 根室駅

### 快速「ノサップ」「はなさき」
- 1989年（平成元年）5月1日：急行「ノサップ」を継承する形で快速「ノサップ」運行開始[3]。当初は2往復体制。
- 1992年（平成4年）
  - 1月：「ノサップ」にヘッドマークが取り付けられる[5]。
  - 7月1日：「ノサップ」1往復を「はなさき」に名称変更。
- 2016年（平成28年）3月26日：花咲線の普通列車減便および本数削減に伴い、夜間の上り「ノサップ」廃止。「ノサップ」下り1本、「はなさき」1往復となる[報道 1][報道 2]。下り「はなさき」の厚床駅 - 根室駅間が各駅停車となる。
- 2017年（平成29年）3月4日：上り「はなさき」の根室駅 - 別当賀駅間が各駅停車となる。
- 2025年（令和7年）3月15日：下り「はなさき」が廃止となり、昼時間帯に下り「ノサップ」と上り「はなさき」が各1本ずつの運行となる。

## 当列車が登場する書籍
- 文春文庫刊　西村京太郎作　「ミニ急行ノサップ殺人事件」　ISBN 4-16-745405-X

### 報道発表資料
1. 1 2  『ご利用の少ない列車見直しのご説明状況について』（PDF）（プレスリリース）北海道旅客鉄道、2015年11月27日。オリジナルの2015年11月28日時点におけるアーカイブ。2015年11月28日閲覧。
2. 1 2  『3月26日以降の普通列車時刻について』（PDF）（プレスリリース）北海道旅客鉄道、2016年2月8日。オリジナルの2016年2月9日時点におけるアーカイブ。2016年2月9日閲覧。

### 書籍
- 鼠入昌史・松原一己（著）『特急・急行トレインマーク図鑑』双葉社、2015年8月23日、12頁。ISBN 978-4-575-30931-7。ISBN 4-575-30931-1。

### 雑誌
- 鉄道ジャーナル社「列車追跡シリーズ394 〝望郷の岬〟を恋うる旅路（おおぞら13号）〜（はなさき）」『鉄道ジャーナル』通巻323号（1993年9月号）、鉄道ジャーナル社、1993年9月、85頁、ISSN 0288-2337。